# لوني بيريستير
لوني بيريستير (بالإنجليزية: Loni Peristere؛ مواليد 21 أبريل 1971) هو مخرج ومنتج تلفزيوني أمريكي ومشرف سابق على المؤثرات البصرية.

## وصلات خارجية
- لوني بيريستير على موقع IMDb (الإنجليزية)
- لوني بيريستير على موقع قاعدة بيانات الفيلم (الإنجليزية)